# Soma Morgenstern
Soma Morgenstern (Budzanów, Reino de Galitzia y Lodomeria, 3 de mayo de 1890 - Nueva York, 17 de abril de 1976), de verdadero nombre Salomo, fue un escritor en lengua alemana, periodista y memorialista muy notable, formado literariamente en Viena. Tuvo que exiliarse, y fue olvidado durante décadas. 

## Vida
Se conoce poco de la vida de Morgenstern, pues todos sus documentos y manuscritos le fueron confiscados por la Gestapo. Creció felizmente como hijo menor de una familia de tradición jasídica ortodoxa; durante sus primeros años vivió en distintas aldeas de la Galitzia oriental; y estudió luego en la escuela gramatical de Tarnopol. Fue un políglota por tradición familiar: aprendió pronto polaco, ucraniano, yidis o hebreo; y también alemán, por insistencia paterna, que fue figura capital en su formación. Será el alemán su lengua de escritor. Enseguida aprendió griego y latín, francés e inglés.
Murió pronto su padre, lo que le afectó de por vida. A continuación se formó en Viena desde 1912. Empezó a estudiar derecho. Se alejó de la religión familiar, a la que se acercará luego, de un modo atemperado y personal. La Gran Guerra interrumpió sus estudios, de modo que sólo se graduó en 1921; pero nunca ejerció su oficio de jurista. Allí conoció a los grandes escritores austriacos: Joseph Roth, Robert Musil, Stefan Zweig, y otros muchos entre los que se cuentan Adorno y Ernst Bloch. Comenzó a ser conocido como periodista, primero en Berlín, luego en Viena. También trató de cerca a músicos como Alban Berg, gran amigo suyo, a Otto Klemperer o a Anton Webern. 
Tras haberse refugiado alguna vez a París, desde el infausto 1933, definitivamente tuvo que huir a esa capital en 1938, días antes de la anexión de Austria a Alemania. En este primer exilio trató de cerca a Walter Benjamin. Fue detenido en Francia, pero tras largas peripecias, que describirá, finalmente pudo huir a América desde Lisboa (pues recibió ayuda internacional, apoyado por Thomas Mann). Toda su familia murió en los campos de exterminio nazis, menos su mujer y su hijo que lograron trasladarse a Nueva York. El conocimiento de esos crímenes le condujo al borde del suicidio. Pensó escribir sobre el silencio sobre lo alemán que experimenta ahora un escritor. Fue elaborando su extensa obra más bien en solitario.
A su muerte, en 1976, nadie dio noticias de su gran calidad, salvo en Europa Adolf Frisé y la Sociedad Musil. La definitiva recuperación de su obra se ha llevado a cabo muy a finales del siglo XX (todavía en 1996 era casi desconocido), con buenas ediciones alemanas que se han ido traduciendo al castellano. Por fin se va reparando el olvido lamentable de su nombre, para la literatura y para la moral histórica europea.

## Obra
Empezó a escribir a principios de los treinta Destellos en el abismo. Fue alabado de inmediato por Musil y por otros grandes escritores, sin embargo tras la Segunda Guerra Morgenstern se vio relegado, acaso por su inconformismo y por el destino de muchos judíos emigrados. 
Su trilogía novelística, Destellos en el abismo, ya traducida al español, es un trabajo capital sobre el mundo judeoalemán, más o menos integrado, descrito desde Viena. Parte de un hecho real, como la mayoría de su literatura. Así en el primer tomo, El hijo del hijo pródigo, narra con agudeza y claridad una secuencia de vivencias en un Congreso de judíos ortodoxos, en la Viena de 1929, y que llegan de toda Europa (los tres libros están escritos desde esa fecha hasta 1945). Aunque el relato sigue a varios personajes, Morgenstern se centra en un joven asimilado, hijo de un judío converso, que está atravesando una crisis religiosa en ese momento y que queda impresionado por lo que ve y oye en ese Congreso. Tras el segundo tomo, Idilio en el exilio, que se desarrolla en el campo, el relato concluye con el largo relato El testamento del hijo pródigo, con la lectura por el protagonista de unas cartas de su padre, en las que explica lúcida y raramente sus motivos para cambiar de religión.
Sus memorias Huida en Francia y En otro tiempo, que son una pieza maestra autobiográfica, así como sus escritos memorialísticos sobre Joseph Roth (Huida y fin de J. Roth) y sobre Alban Berg, (A. Berg y sus ídolos) son documentos no sólo de sus apreciaciones cercanas a éstos y a su familia sino de toda la cultura austriaca de principios de siglo XX.

## Obras
- Trilogía novelística Funken im Abgrund (Destellos en el abismo), Lüneburg, 1996:
  - Tomo I, Der Sohn des verlorenen Sohnes.
  - Tomo II, Idyll im Exil.
  - Tomo III, Das Vermächtnis des verlorenen Sohnes.
- Flucht in Frankreich, 1998, descripción novelada de su fuga por suelo francés.
- Der Tod ist ein Flop, 1999, novela (La muerte es un fracaso).
- Die Blutsäule, 1997, esbozo narrativo (Las columnas de sangre) sobre el asesinato masivo de los judíos en un pueblo galiziano.
- Joseph Roths Flucht und Ende, 1994, recuerdos con el escritor.
- Alban Berg und seine Idole, 1995, recuerdos con este músico.
- In einer anderen Zeit. Jugendjahre in Ostgalizien, memorias de familia.
- Dramen. Feuilletons. Fragmente, teatro.
- Kritiken. Berichte. Tagebücher, 2001, críticas y diarios.

## Obras traducidas al español
- Huida y fin de Joseph Roth. Editorial Pre-Textos. 1999.
- Alban Berg y sus ídolos. Editorial Pre-Textos. 2002.
- Huida en Francia. Un relato novelado.. Editorial Pre-Textos. 2005.
- En otro tiempo. Años de juventud en Galitzia oriental. Minúscula. 2005.
- El hijo del hijo pródigo. Funambolista. 2008.
- Idilio en el exilio. Funambolista. 2009.
- El testamento del hijo pródigo. Funambolista. 2010.

## Enlaces
- Huida y fin de J. Roth  Archivado el 4 de marzo de 2016 en Wayback Machine.

- Datos: Q85151
- Multimedia: Soma Morgenstern / Q85151